# 村上リ子
村上 リ子（むらかみ りこ、1996年 - ）は、日本の映画監督、脚本家である。

## 略歴
12歳から小説の執筆を開始し、中学2年生で「桃の季節」が第4回田辺聖子文学館ジュニア文学賞にて2万点中最優秀賞の田辺聖子賞を受賞。
慶應義塾大学を卒業後、初めて監督・脚本・プロデューサーを務めた映画「THE NOTES」がMIRRORLIAR FILMS Season4に選出され、全国上映される。

## 監督作品

### 映画
- THE NOTES（2021年）

### MV
- WurtS「リトルダンサー」（監督・脚本）